# Адата – Тунджа
Адата – Тунджа е защитена зона от Натура 2000 по директивата за опазване на дивите птици. Обхваща поречието на река Тунджа южно от Сливен. Заема площ от 5636,6 ha.

## Граници
Простира се между сливенския квартал „Речица“ и селата Мечкарево, Самуилово, Панаретовци, Гергевец, Глушифево, Желю войвода и Завой.

## Флора
Защитената зона е заета от селскостопански площи, ливади с тревна растителност, на места обрасли с храсти, пасища и открити тревисти терени по речните тераси на Тунджа, както и самото корито на реката с тинести и песъчливи брегове и крайречната алувиална тревиста, храстова и дървесна растителност.

## Фауна
В защитената зона са установени 160 вида птици, от които 55 са включени в Червената книга на България. Защитената зона е важна за опазването на малкия креслив орел. От световно значение е през зимата за почивка на застрашения от изчезване малък корморан и като място за презимуване на голямата бяла чапла. През зимата районът е постоянна ловна територия за царския орел, който е световнозастрашен вид. Срещат се полска бъбрица, голям воден бик, ливаден блатар, пчелояд, малък воден бик, земеродно рибарче, синявица, голям маслинов присмехулник.